# Nathalie Pohl

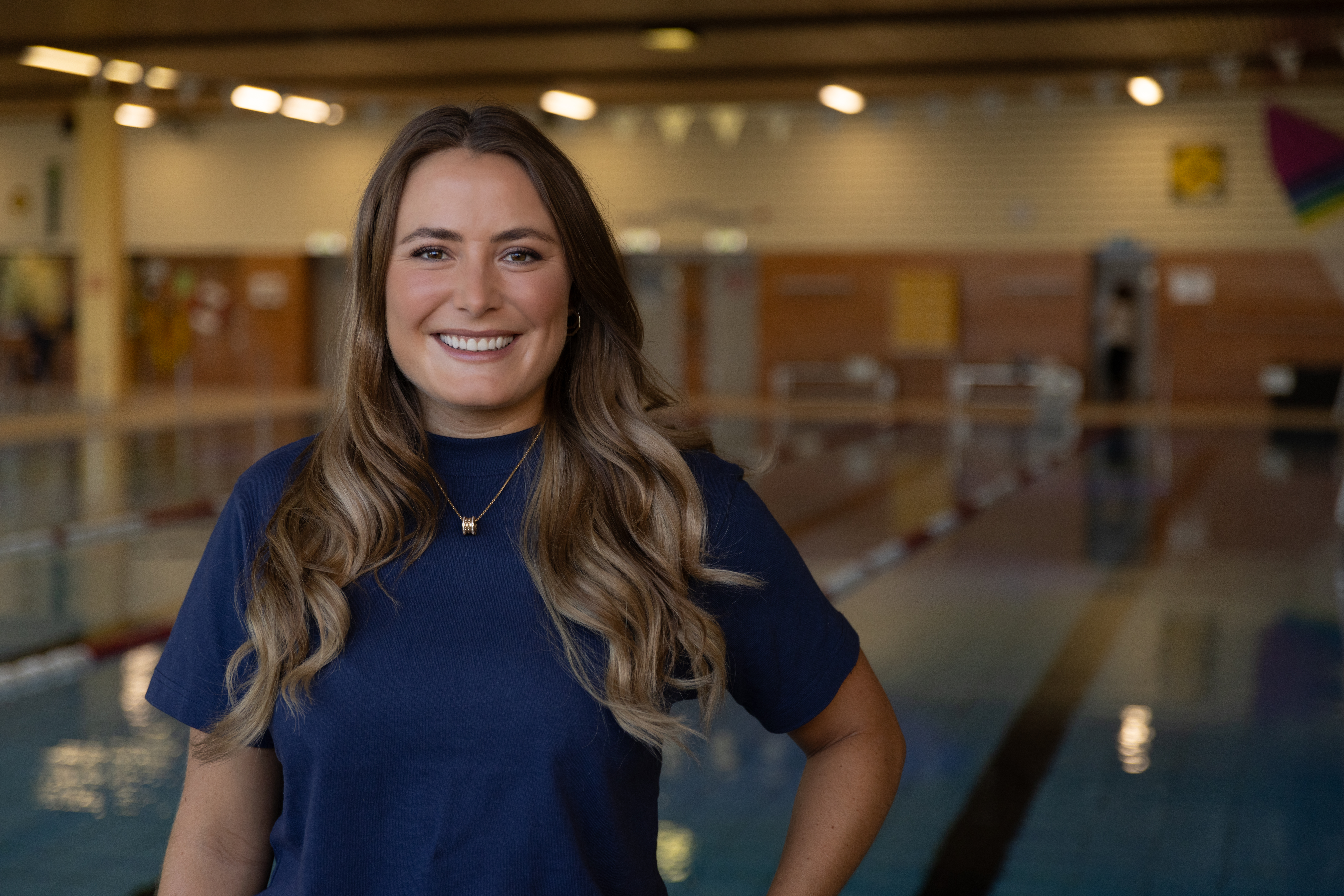
Nathalie Pohl (2024)

Nathalie Luisa Pohl (* 13. Oktober 1994 in Marburg an der Lahn) ist eine deutsche Freiwasserschwimmerin und Extremschwimmerin. Zudem ist sie zweifache Weltrekordhalterin und Trägerin des Triple Crown of Open Water Swimming. Sie ist die erste Deutsche, die alle sieben Stationen der Ocean’s Seven absolvierte.

## Karriere
Pohl schwimmt seit ihrem fünften Lebensjahr, zunächst für verschiedene hessische Vereine im Becken. Als 19-Jährige wechselte sie 2014 zum Freiwasserschwimmen. Im ersten Jahr nahm sie an der Bodenseequerung, am 27. Zürichsee-Schwimmen in der Schweiz sowie beim Clean Half Marathon Swim und New World Harbour Race in Hongkong teil.
2015 startete sie ihren ersten Anlauf, den Ärmelkanal als erste Strecke der Ocean’s Seven zu durchqueren, schaffte dies jedoch nicht. Ein Jahr später stellte sie ihren ersten Weltrekord auf, indem sie den bisherigen, aus dem Jahr 2010 stammenden, Frauenrekord auf der 14 km breiten Straße von Gibraltar unterbot. Im Oktober desselben Jahres schaffte sie die Durchquerung des Ärmelkanals im zweiten Anlauf. Somit hatte sie 2016 zwei der sieben Ocean’s Seven-Strecken erfolgreich abgeschlossen. 2017 durchquerte Pohl beim ersten Versuch den Santa Catalina Kanal. Ein Jahr später musste sie auf Grund eines Rippenbruchs die Durchquerung der Tsugaru-Straße in Japan vorzeitig verschieben.
2018 schaffte Pohl als erste deutsche Schwimmerin das Erreichen der Triple Crown of Open Water Swimming. Diesen Titel erlangte sie durch die Querungen des Ärmelkanals und des Santa Catalina Kanals in den Vorjahren sowie mit dem Abschluss des 20 Bridges Swim-Rundkurses um Manhattan im Juni des Jahres.
2019 schaffte sie beim zweiten Anlauf die Querung der Tsugaru-Straße, ihre vierte Strecke der Ocean’s Seven. Im selben Jahr scheiterte der erste Versuch der Durchquerung der Cookstraße; im Februar 2020 scheiterte auch der zweite Versuch. Jedoch gelang ihr im selben Jahr ihr zweiter Weltrekord, indem sie den Jersey-Kanal fast eine Stunde schneller als die bisherige Rekordhalterin und über eine Viertelstunde schneller als alle bisherigen männlichen Schwimmer durchquerte. Im August 2022 durchquerte sie den Kaiwi-Kanal von Molokai nach Oahu, ihre fünfte Strecke der Ocean’s Seven. Anfang 2023 durchquerte sie beim dritten Versuch die Cookstraße, ihre sechste Strecke der Ocean’s Seven. Im September 2024 absolvierte sie mit dem Nordkanal die letzte Etappe der Ocean’s Seven. Der Weg dorthin wird im Buch „Im Meer bin ich zu Hause“ beschrieben.
Zusätzlich nahm sie wiederholt an internationalen Wettbewerben teil, unter anderem in Israel, Australien, Spanien und in den Vereinigten Arabischen Emiraten. Sie wird von Joshua Neuloh und Adam Walker trainiert.

## Sportliche Erfolge

### Rekorde
- 23. April 2016: Weltrekord für die Durchquerung der Straße von Gibraltar (14 km) in 2:53 Stunden,[1]
- 7. September 2020: Weltrekord für die Durchquerung des Jersey-Kanals (22,5 km) in 5:29 Stunden,[2][15]
- 1. Juli 2016: Rekord für die Bodensee-Dreiländerquerung[19] zwischen Lindau, Rorschach und Bregenz (35 km) in 9:19 Stunden.[8]

### Stationen der Ocean’s Seven
| Strecke                                    | Start/Ende                            | Länge | Zeit  | Datum      | Anmerkung                                         |
| ------------------------------------------ | ------------------------------------- | ----- | ----- | ---------- | ------------------------------------------------- |
| Straße von Gibraltar (Gibraltar-Schwimmen) | Marokko und Spanien                   | 14 km | 02:53 | 23.04.2016 | schnellste Schwimmerin (Weltrekord)               |
| Ärmelkanal (Kanalschwimmen)                | England und Frankreich                | 34 km | 11:10 | 21.09.2016 | schnellste deutsche Schwimmerin                   |
| Santa Catalina Kanal                       | Santa Catalina Island und Los Angeles | 34 km | 09:09 | 19.06.2017 | erste deutsche Schwimmerin, schnellste Europäerin |
| Tsugaru-Straße                             | Inseln Honshu und Hokkaido, Japan     | 20 km | 10:09 | 05.08.2019 | erste deutsche Schwimmerin, schnellste Europäerin |
| Kaiwi-Kanal                                | Inseln Molokaʻi und Oʻahu, Hawaii     | 44 km | 15:05 | 17.08.2022 | erste deutsche Schwimmerin                        |
| Cookstraße                                 | Süd- und Nordinsel Neuseelands        | 26 km | 06:33 | 01.03.2023 | erste deutsche Schwimmerin, schnellste Europäerin |
| Nordkanal                                  | Nordirland und Schottland             | 41 km | 11:05 | 15.09.2024 | erste deutsche Schwimmerin                        |

### Internationale Wettkampfplatzierungen
- 10. August 2014: 27. Zürichsee-Schwimmen, Schweiz (26 km): 2. Platz der Frauen in 7:43 Stunden,[7]
- 20. Juni 2014: Breitenquerungen, Bodensee (12 km): 1. Platz der Frauen in 2:50 Stunden,[21]
- 11. Oktober 2014: Clean Half Marathon Swim, Hongkong (15 km): 10. Platz der Frauen in 4:49 Stunden,[22][8]
- 12. Oktober 2014: New World Harbour Race, Hongkong (1,5 km): 3. Platz der Frauen,[9]
- 23. Juli 2017: Samsung Bosphorus Cross-Continental Swimming Race, Türkei (6,5 km): 2. Platz der Frauen,[23] Gesamtsechste,[8]
- 25.02.2018: Rottnest Channel Swim, Australien (20 km): schnellste Europäerin und unter den Top 20 der Frauen,[14]
- 30. Juni 2018: 20 Bridges Swim, New York (46 km): drittschnellste Europäerin und schnellste Deutsche in 8:12 Stunden,[8][3]
- 28. Januar 2019: Red Sea Swim Cup, Israel (7,5 km): 1. Platz der Frauen in 1:46 Stunden,[3]
- 7. Juni 2021: Querung des Menorca-Kanals, Spanien (40 km): 1. Platz der Frauen in 9:50 Stunden,[15]
- 12. März 2022: Oceanman, Vereinigte Arabische Emirate (10 km): 1. Platz der Frauen in der Altersklasse 20–29 Jahre in 2:38 Stunden.[16]

## Weiteres Engagement
Seit 2018 ist Pohl Investorin bei Restube. Das Unternehmen vertreibt eine Art Airbag fürs Wasser, das Schwimmer und Wassersportler im Wasser absichern soll. Zudem ist sie Schirmherrin der vom Unternehmen initiierten Water Experience Academy. Diese sensibilisiert Kinder beim Schwimmen im Freiwasser, sodass sie sich dort sicher bewegen können. Pohl ist zudem Gründungsmitglied des gemeinnützigen Vereins DVAG hilft e. V. – Menschen brauchen Menschen. Unter anderem bietet der Verein in Kooperation mit der Marburger Tafel und der DLRG Marburg kostenlose Anfänger-Schwimmkurse für Kinder von fünf bis elf Jahren an. Zudem unterstützte sie 2020 als Teil des Teams der Deutschen Vermögensberatung den RTL-Spendenmarathon.

## Buch
- mit Jan Stremmel: Im Meer bin ich zu Hause. Wie ich meinem Traum folge und alleine durch die Ozeane der Welt schwimme, Polyglott-Verlag München 2024, ISBN 978-3-8464-1007-3

## Privates
Pohl ist Enkelin von Reinfried Pohl (†), Gründer der Deutschen Vermögensberatung AG, und Tochter von Andreas Pohl, Vorsitzender des Vorstandes der Deutschen Vermögensberatung AG.